# TF!
TF! Joventut era un bloc de programes francesos per a joves, emesos des de l'1 de setembre de 1997 al 31 de desembre de 2006 a TF1, en substitució del Club Dorothée .
TF! Joventut marca la gran renovació dels programes juvenils de TF1 amb la reorientació dels dibuixos animats francesos i europeus.

## Història

### Els inicis: perHi Toons!a la finca del Club Dorothée
TF! apareix per primera vegada el dilluns 1 de setembre de 1997 a les 7 del matí, a TF1. L'espectacle succeeix el Club Dorothée, a la secció juvenil, que havia durat gairebé 10 anys, des de 2 de setembre de 1972 de setembre de 1987 A les 30 août 1997 30 d'agost de 1997 i oficialment cancel·lat 31 août 1997 31 d'agost de 1997 per TF1.
TF! Joventut és fruit de la feina del nou director de la unitat juvenil de la cadena, Dominique Poussier . Aquest vol destacar clarament de l'obra de la seva predecessora Dorothée, els programes de la qual eren sovint acusats, per les associacions familiars, el CSA i determinades revistes televisives, d'estupides, jutjats sense interessos, idiotes i ultraviolents. Va ser Dominique Poussier qui va posar en antena el programa matinal Salut les Toons!, presentat per dos ratolins generats per ordinador, anomenats Bob i Scott, es va llançar 3 setembre 1996. En 15 març, des de l'inici del curs, al duet Bob i Scott s'uneix Zoé. El nou director de Joventut de TF1, Dominique Poussier, té la gran responsabilitat de rejovenir els programes juvenils i de " traça » l'audiència molt declivi durant uns quants anys del Club Dorothée (però encara líder això va dir), davant dels Minikeums de France 3 en particular.
L'únic punt en comú amb el Club Dorothée seria la programació, cada dia després de l'escola, amb una programació ampliada els dimecres al matí i els dimecres a la tarda. Els espectacles matinals continuen titulats Salut les Toons! però porta el logotip de TF! . No obstant això, amb força rapidesa, només van quedar els matins, en un context més competitiu, és cert. Dorothée va oferir un espectacle abans de l'escola, després de l'escola i els dimecres durant tot el matí i tota la tarda. Si TF1 ofereix des deseptembre 1997setembre de 1997 les mateixes franges horàries, amb l'emissió cada tarda d'una nova sèrie, Beetleborgs, des dejanvier 1998gener de 1998, aquesta caixa de final de jornada desapareix malauradament per motius publicitaris i TF1 es conforma amb quatre hores de programació per a joves els dimecres al matí, i dues hores al matí els dies laborables.

### La recuperació de l'èxit
Plantilla:Section à sourcer
Durant l'estiu de 2001, l'emissió diària del títol Le Waka, dejuin 2001 juny de 2001, del duet de ratolins virtuals Bob & Vanessa, li permet arribar -sense cap altra promoció- al 8 Vendes de solters a França, fent-ho encara millor que el " hit d'estiu promogut pel canal. El 2004, el duet de Pat i Stanley va fer una versió de Le Lion est mort ce soir i també va tenir cert èxit. L'any 2006 va ser el torn de Dora l'exploradora, un dels grans èxits de públic de TF! Jeunesse, per publicar un disc amb cert èxit, donada la crisi del mercat discogràfic.
Després de crear tfou.fr, 1 Lloc de joves de TF1, l'any 2000, el grup TF1 va llançar el canal de televisió TFOU al paquet de satèl·lit TPS, inspirant-se en el TF! Joves, però el canal s'adreça a un públic més adolescent, on TF! Jeunesse també va intentar seduir els més joves. EL11 de gener de 2007, el logotip de TF! Jeunesse es substitueix per la de Tfou TV (sense el cercle a la part posterior del logotip).Plantilla:Section à sourcer

## Programació
En els seus primers dies, de dilluns a dissabte al matí, els dibuixos animats es van emetre al bloc del programa Hi Toons .
De setembre a 15 març, el programa es va emetre els dimecres a la tarda però malauradament va desaparèixer, per manca d'ingressos publicitaris.
Dimecres, TF! Jeunesse es deia TF Mercredi .
Els caps de setmana, TF! Jeunesse es deia TF Weekend .
Els diumenges, TF! Joventut només es va emetre fins a 8 h perquè el següent número va ser Club Disney, i això del 10 janvier 199910 de gener de 1999, fins al final de l'emissió del programa, el 31 décembre 2006 31 de desembre de 2006 .